# 리파빈
리파빈(중국어 간체자: 李发彬, 정체자: 李發彬, 병음: Lǐ Fābīn, 한자음: 이발빈, 1993년 1월 15일~)은 중화인민공화국의 역도 선수로 2020년 하계 올림픽, 2024년 하계 올림픽 남자 밴텀급에서 금메달을 획득했다. 또한 세계 역도 선수권 대회에서 3회, 아시아 역도 선수권 대회에서 4회 우승을 차지했다.